# شنتارو هيراي
شنتارو هيراي (باليابانية: 平井 晋太郎) (7 يناير 1984 في بورت أوف سبين في ترينيداد وتوباغو – )؛ هو لاعب كرة قدم ياباني سابق كان يلعب كمهاجم.

## وصلات خارجية
- شنتارو هيراي على موقع رابطة كرة القدم اليابانية للمحترفين (اليابانية)